# Partido Comunista de la India (Marxista)

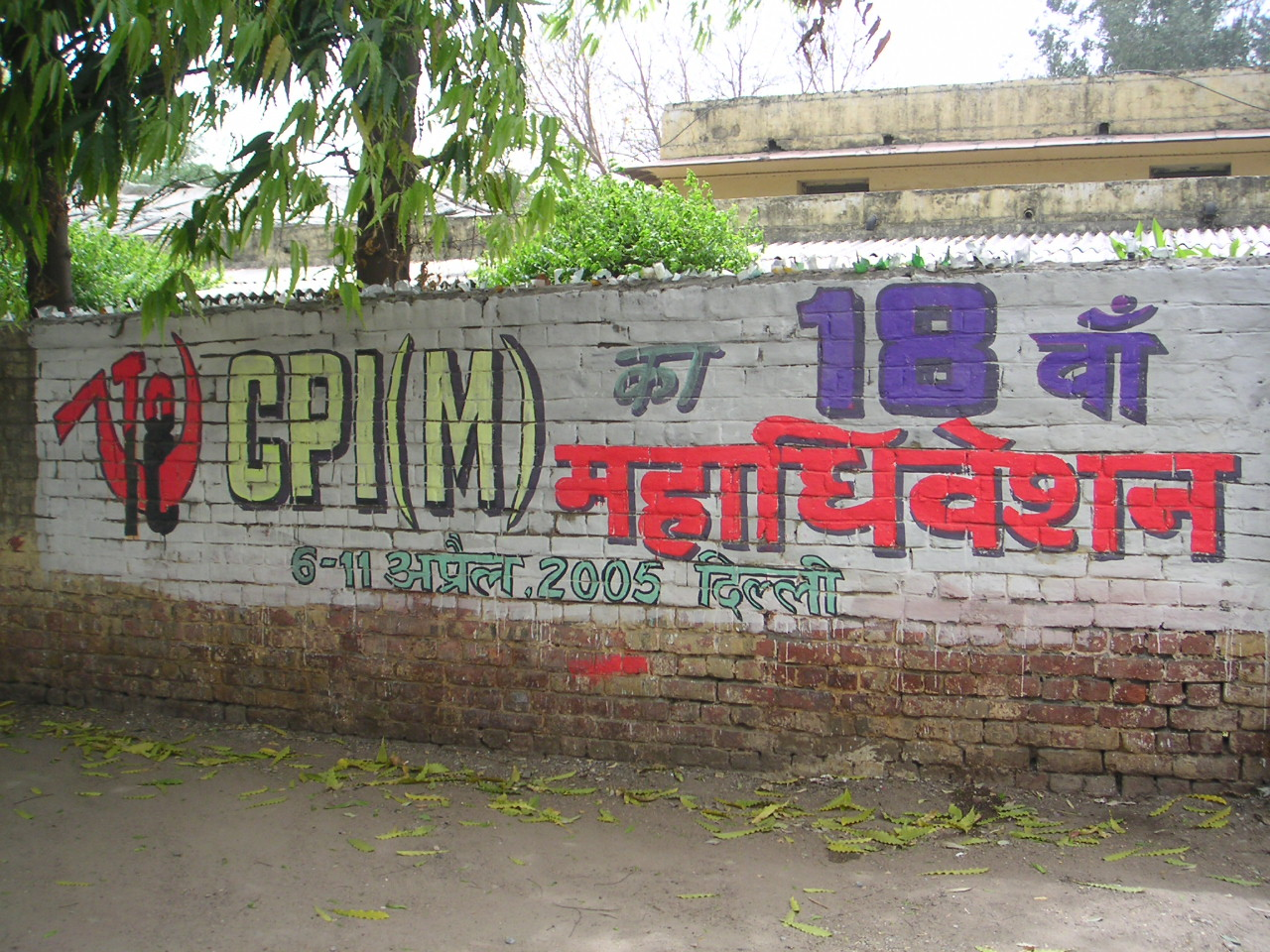
Mural del CPI-M.

El Partido Comunista de la India (marxista) (en hindi: भारत की कम्युनिस्ट पार्टी (मार्क्सवादी; en inglés: Communist Party of India (Marxist), abreviado con las siglas CPI(M) o CPM) es un partido político de ideología comunista. Surgió de una escisión del Partido Comunista de la India (CPI) que tuvo lugar en 1964, y se materializó en el VII Congreso del Partido Comunista de la India, celebrado entre el 31 de octubre y el 7 de noviembre de 1964. Calificada de antirrevisionista, con el tiempo fue moderando sus posiciones.
En el poder en los estados de Bengala Occidental y Kerala desde 1977, buscó alianzas con otros partidos de izquierda, incluido el Partido Comunista de la India. Este frente de izquierdas también ha participado en las elecciones generales. En las elecciones de 1996 obtuvo 32 escaños, resultado que repitió en las de 1998. Su líder más conocido es Jyoti Basu, ministro principal de Bengala por cinco veces consecutivas.

## Historia
Cuando nació el CPI(M), el movimiento comunista internacional estaba dividido. A principios de los años sesenta, el Partido Comunista de China comenzó a acusar al PCUS de revisionista por haberse desviado del marxismo-leninismo. Muchos partidos comunistas comenzaron a criticar al PCUS, y algunos de estos partidos bajo influencia del Partido Comunista de China.
El gobierno del Partido del Congreso de la India era favorable a la política exterior soviética. La India desarrolló una relación amistosa y estratégica con la Unión Soviética. Algunos líderes del CPI dirigidos por Dange deseaban una relación cercana con el Partido del Congreso. Sin embargo, amplios sectores del CPI reclamaron que la India seguía siendo un país semifeudal, y que la lucha de clases no podía dejarse en un segundo plano en aras de salvaguardar los intereses del comercio con la Unión Soviética y la política exterior.

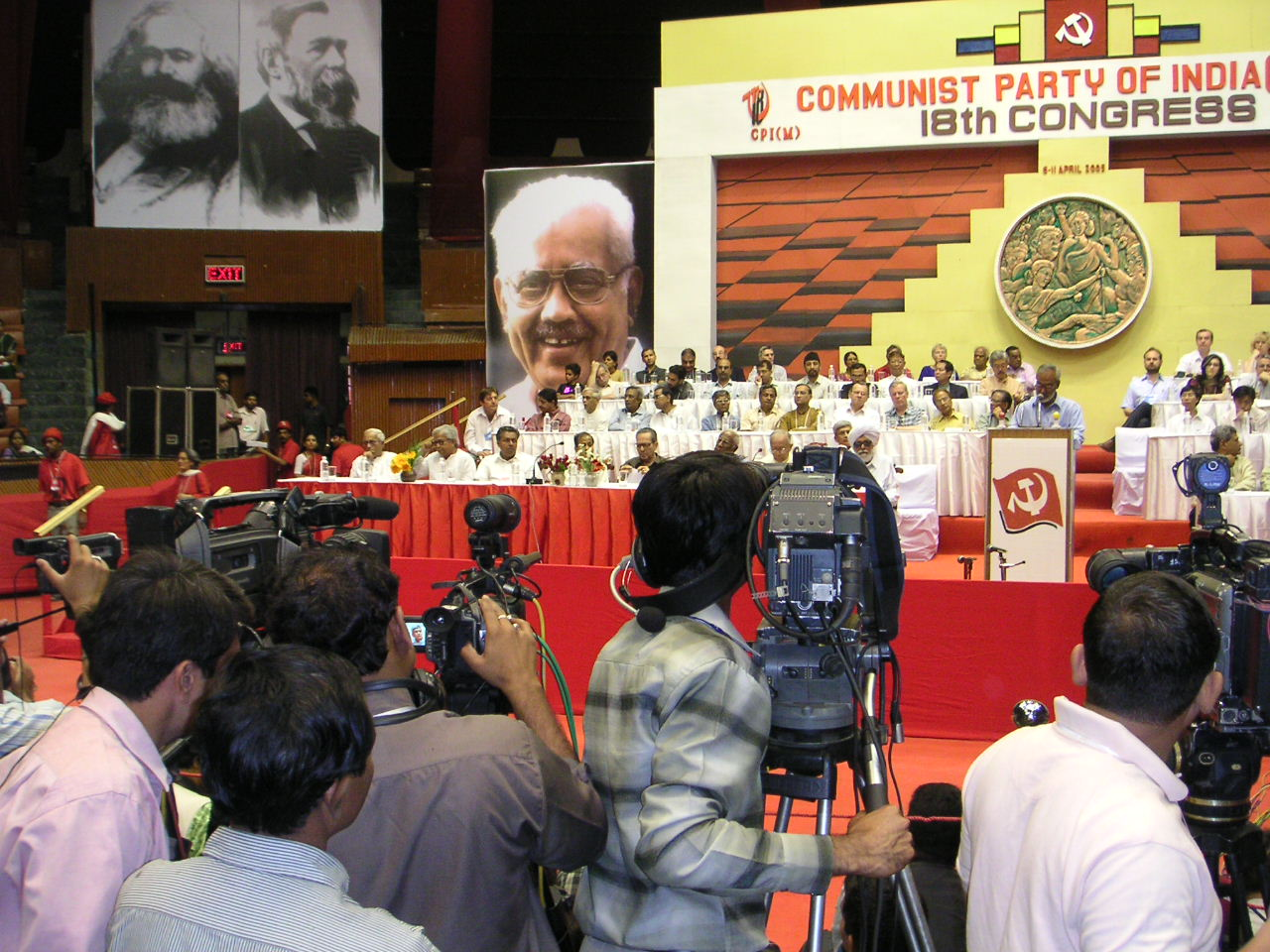
Congreso del partido, en 2005.

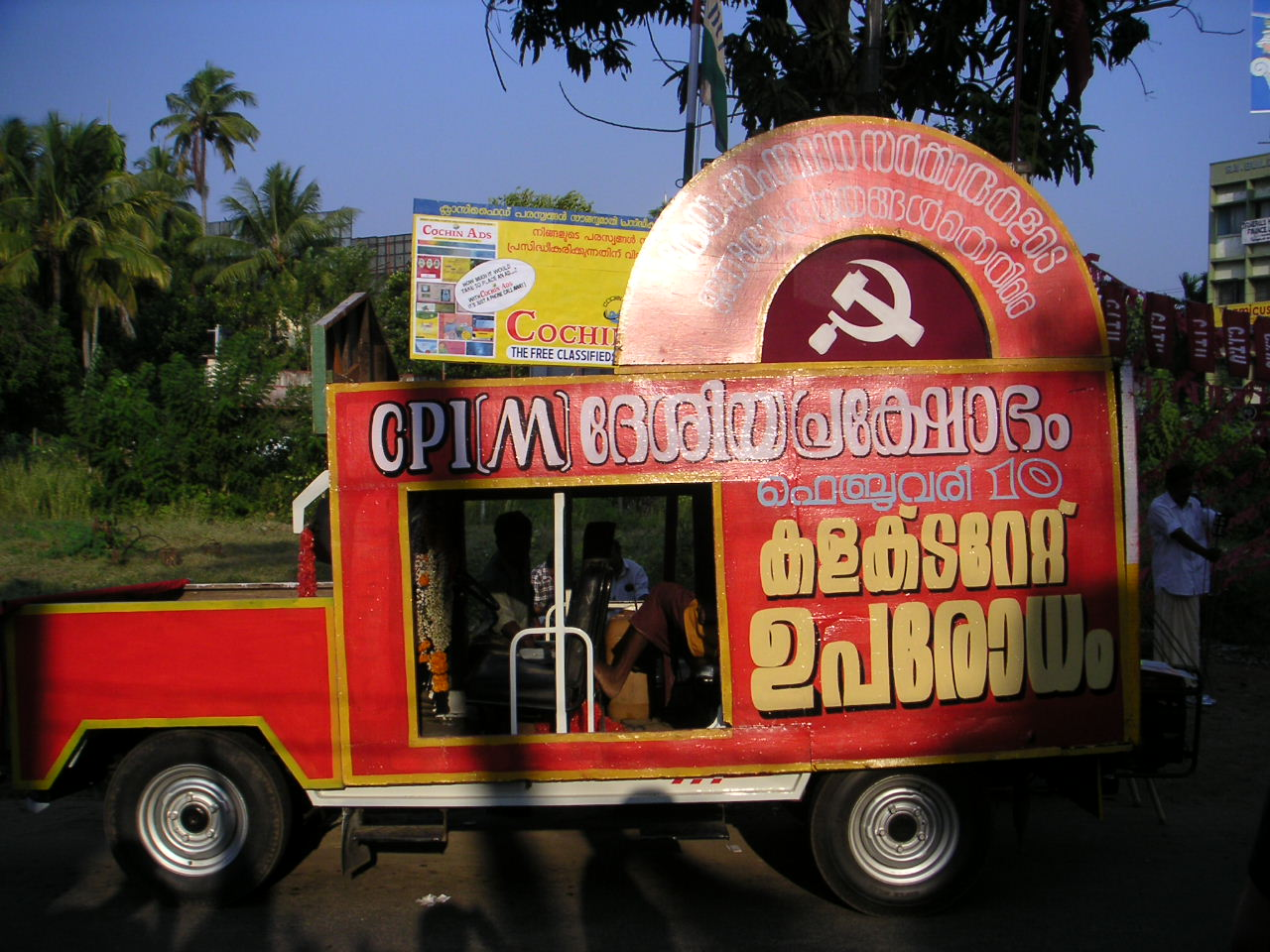
Vehículo de propaganda.

La guerra con China de 1962 también influyó en la división de la dirección del partido comunista. Durante la guerra, una facción de los comunistas indios apoyó la posición del gobierno indio. Otro sector argumentó que se trataba de un conflicto entre un Estado socialista y uno capitalista.[cita requerida] Esta diferencia de opinión entre las dos facciones del partido era en esencia ideológica, se trataba de la evaluación del papel de la India y del desarrollo de un programa de partido. También reflejaba la diferencia ideológica entre los partidos comunistas soviético y chino. La facción “derechista» del partido era favorable a la vía soviética y promovió la idea de unir fuerzas con el partido en el gobierno, el Congreso Nacional Indio, mientras que la facción del CPI que luego pasaría a escindirse en el CPI(M) calificó esta vía de enfoque revisionista de la colaboración entre clases. Esta diferencia ideológica posteriormente se intensificó, a la par con la ruptura sino-soviética a nivel internacional, y acabaría dando lugar al CPI(M).
Cientos de líderes del CPI, acusados de ser prochinos, fueron encarcelados, y miles de comunistas fueron detenidos sin juicio. La mayoría de los detenidos provenían de la izquierda del CPI, aunque también se encontraban algunos cuadros de otros partidos.
En 1962 murió Ajoy Ghosh, secretario general del CPI. Después de su muerte, S.A. Dange pasó a ser el presidente del partido (un cargo de nueva creación) y E.M.S. Namboodiripad fue nombrado secretario general. Esto era una tentativa de prevenir la división. Dange representó la fracción derechista del partido y del E.M.S. la fracción izquierdista.
En una reunión del Consejo Nacional del CPI celebrada el 11 de abril de 1964, 32 miembros salieron en protesta, acusando a Dange y sus seguidores de «políticas antiunitarias y anticomunistas».
La sección izquierdista, a la que pertenecían los 32 miembros del Consejo Nacional, organizó una convención en Tenali, Andhra Pradesh, del 7 al 11 de julio. En esta convención, se discutieron los asuntos que motivaban las disputas internas del partido. 146 delegados, que decían representar a 100.000 miembros del CPI, participaron en la reunión. La convención decidió convocar el VII Congreso del CPI en Calcuta el mismo año, entre el 31 de octubre y el 7 de noviembre. Simultáneamente, el grupo de Dange convocó un congreso del CPI en Bombay.
Así, el CPI se dividió en dos partidos separados. El grupo que se reunió en Calcuta adoptó el nombre de 'Partido Comunista de la India (marxista)', así como su propio programa político, y eligió a P. Sundarayya secretario general del partido. En la conferencia de Calcuta el partido adoptó un análisis de clase del carácter del Estado indio que consideraba que la burguesía india estaba colaborando cada vez más con el imperialismo.

## Historia reciente
El secretario general del CPI(M), Sitaram Yechury, es detenido por la policía en 2020 al margen de una protesta contra la Ley de Ciudadanía del primer ministro Narendra Modi, que discrimina a los musulmanes.

## Bandera
La bandera del partido es roja con la hoz y martillo en el centro.

## Resultados electorales nacionales
| Elecciones | Líder                   | # de escaños | Diferencia  | # de votos       | % de votos |
| ---------- | ----------------------- | ------------ | ----------- | ---------------- | ---------- |
| 1967       | Puchalapalli Sundarayya | 19/520       |             | 6.246.522 (#6)   | 4,28%      |
| 1971       | Puchalapalli Sundarayya | 25/518       | 6           | 7.510.089 (#4)   | 5,12%      |
| 1977       | Puchalapalli Sundarayya | 22/542       | 3           | 8.113.659 (#3)   | 4,29%      |
| 1980       | E. M. S. Namboodiripad  | 37/529       | 15          | 12.352.331 (#4)  | 6,24%      |
| 1984       | E. M. S. Namboodiripad  | 22/516       | 15          | 13.809.950 (#5)  | 5,87%      |
| 1989       | E. M. S. Namboodiripad  | 33/545       | 11          | 19.691.309 (#4)  | 6,55%      |
| 1991       | E. M. S. Namboodiripad  | 35/521       | 2           | 16.954.797 (#4)  | 6,14%      |
| 1996       | Harkishan Singh Surjeet | 32/545       | 3           | 20.496.810 (#4)  | 6,12%      |
| 1998       | Harkishan Singh Surjeet | 32/545       | Sin cambios | 18.991.867 (#3)  | 5,40%      |
| 1999       | Harkishan Singh Surjeet | 33/545       | 1           | 19.695.767 (#3)  | 5,40%      |
| 2004       | Harkishan Singh Surjeet | 43/545       | 10          | 22.070.614 (#3)  | 5,66%      |
| 2009       | Prakash Karat           | 16/543       | 27          | 22.219.111 (#4)  | 5,33%      |
| 2014       | Prakash Karat           | 9/543        | 7           | 17.986.773 (#7)  | 3,25%      |
| 2019       | Sitaram Yechury         | 3/543        | 6           | 10.744.779 (#10) | 1,75%      |